# Asterina psychotriicola
Asterina psychotriicola är en svampart som beskrevs av Hosag. & Archana 2009. Asterina psychotriicola ingår i släktet Asterina och familjen Asterinaceae.   Inga underarter finns listade i Catalogue of Life.